# Paul Thamm
Paul Thamm (* 25. März 1904; † 1995 oder 1997 in Kiel) war ein deutscher Jurist und Staatsanwalt.

## Leben

### Zeit des Nationalsozialismus
Seit 1933 gehörte Dr. jur. Thamm der NSDAP an. Paul Thamm war ab 1937 Anklagevertreter im Range eines Staatsanwalts am Sondergericht Kiel. Er stieg bis zum Leiter der Abteilung für Sondergerichtssachen bei der Kieler Staatsanwaltschaft auf. Als Staatsanwalt hat er zahlreiche Todesstrafen gegen politische Gegner des NS-Regimes gefordert. Klaus-Detlev Godau-Schüttke schreibt über ihn, er sei ein „bedingungsloser Vollstrecker nationalsozialistischer Strafjustiz“ gewesen.

### Nach dem Krieg
Bereits im Juli 1945 wurde Thamm von der britischen Militärverwaltung in Schleswig-Holstein zum Leiter der Kieler Staatsanwaltschaft ernannt. Zwar waren alle Angehörigen der NS-Justiz aus ihren Ämtern entfernt und zum Teil interniert worden, doch bereits im Sommer 1945 sah sich die Militärverwaltung gezwungen, auf die Schwarzmarktkriminalität zu reagieren und erneut geeignetes Justizpersonal einzustellen. Im Juli des Jahres ernannten die Briten zunächst die Oberlandesgerichtspräsidenten und Generalstaatsanwälte, die den Aufbau der einzelnen Gerichte bzw. Staatsanwaltschaften organisierten und ihnen geeignet scheinende Juristen einstellten, wenn auch unter Vorbehalt der Zustimmung durch die Besatzungsmacht. Im August 1945 äußerte die britische Legal Division zwar Vorbehalte gegen die Wiedereinsetzung Thamms, doch gab dieser sich erfolgreich als Widerstandskämpfer aus und so verblieb Thamm im Amt. Als Chef der Staatsanwaltschaft kontrollierte Thamm bis in die 1960er Jahre hinein auch die Ermittlungen gegen NS-Täter in Kiel. Er leitete die Kieler Staatsanwaltschaft bis zu seiner Pensionierung im Jahre 1969.